# Цзюцзян
Цзюцзян (спрощ.: 九江; піньїнь: Jiǔjiāng) — міський округ у китайській провінції Цзянсі.

## Адміністративний поділ
Міський округ поділяється на 3 райони, 3 міста та 7 повітів:
| Карта | Карта     | Карта    |
| --- | --------- | -------- |
| ① ② ③ Унін Сюшуй Юнсю Деань Жуйчан ④ ⑤ Хукоу Дучан Пенцзе ① Сюньян ② Ляньсі ③ Чайсан ④ Лушань ⑤ Гунцінчен |           |          |
| Статус | Назва     | Оригінал |
| Район | Ляньсі    | 濂溪区   |
| Район | Сюньян    | 浔阳区   |
| Район | Чайсан    | 柴桑区   |
| Міський повіт                                                                                             | Гунцінчен | 共青城市 |
| Міський повіт                                                                                             | Жуйчан    | 瑞昌市   |
| Міський повіт                                                                                             | Лушань    | 庐山市   |
| Повіт | Деань     | 德安县   |
| Повіт | Дучан     | 都昌县   |
| Повіт | Пенцзе    | 彭泽县   |
| Повіт | Сюшуй     | 修水县   |
| Повіт | Унін      | 武宁县   |
| Повіт | Хукоу     | 湖口县   |
| Повіт | Юнсю      | 永修县   |

## Географія
Лежить у середній течії Янцзи, на південь від річки. Східна частина префектури виходить до озера Поянху.

### Клімат
Місто знаходиться у зоні, котра характеризується вологим субтропічним кліматом. Найтепліший місяць — липень із середньою температурою 30 °C (86 °F). Найхолодніший місяць — січень, із середньою температурою 3.9 °С (39 °F).
| Клімат Цзюцзяна         | Клімат Цзюцзяна | Клімат Цзюцзяна | Клімат Цзюцзяна | Клімат Цзюцзяна | Клімат Цзюцзяна | Клімат Цзюцзяна | Клімат Цзюцзяна | Клімат Цзюцзяна | Клімат Цзюцзяна | Клімат Цзюцзяна | Клімат Цзюцзяна | Клімат Цзюцзяна | Клімат Цзюцзяна |
| Показник                | Січ.            | Лют.            | Бер.            | Квіт.           | Трав.           | Черв.           | Лип.            | Серп.           | Вер.            | Жовт.           | Лист.           | Груд.           | Рік             |
| Абсолютний максимум, °C | 18              | 23              | 28              | 32              | 33              | 37              | 40              | 38              | 36              | 32              | 27              | 20              | 40              |
| Середній максимум, °C   | 7               | 10              | 15              | 21              | 24              | 30              | 34              | 32              | 27              | 22              | 16              | 10              | 21              |
| Середня температура, °C | 3               | 6               | 11              | 16              | 20              | 26              | 30              | 28              | 24              | 17              | 12              | 6               | 17              |
| Середній мінімум, °C    | 0               | 2               | 7               | 12              | 17              | 22              | 26              | 25              | 21              | 13              | 8               | 3               | 13              |
| Абсолютний мінімум, °C  | −7              | −8              | −2              | 2               | 8               | 11              | 21              | 20              | 13              | 3               | −3              | −3              | −8              |
| Норма опадів, мм        | 60              | 80              | 140             | 180             | 170             | 240             | 140             | 130             | 80              | 90              | 60              | 40              | 1460            |
| Вологість повітря, %    | 75              | 75              | 81              | 78              | 80              | 80              | 72              | 78              | 77              | 71              | 75              | 75              | 76              |
| ----------------------- | --------------- | --------------- | --------------- | --------------- | --------------- | --------------- | --------------- | --------------- | --------------- | --------------- | --------------- | --------------- | --------------- |
| Джерело: Weatherbase    |                 |                 |                 |                 |                 |                 |                 |                 |                 |                 |                 |                 |                 |